# جيمي كروفورد
جيمي كروفورد (بالإنجليزية: Jimmy Crawford)‏ هو عازف جاز أمريكي، ولد في 14 يناير 1910 في ممفيس في الولايات المتحدة، وتوفي في 28 يناير 1980 في نيويورك في الولايات المتحدة.

## وصلات خارجية
- جيمي كروفورد على موقع ميوزك برينز (الإنجليزية)
- جيمي كروفورد على موقع أول ميوزيك (الإنجليزية)
- جيمي كروفورد على موقع ديسكوغز (الإنجليزية)